# Tmoutarakan
Tmoutarakan (en russe : Тмутаракань), auparavant Hermonassa (en grec ancien : Ἑρμώνασσα), est une ancienne cité qui dominait la Tauride. Elle est située sur la péninsule de Taman, dans l'actuel kraï de Krasnodar, en face de Kertch.

## Histoire

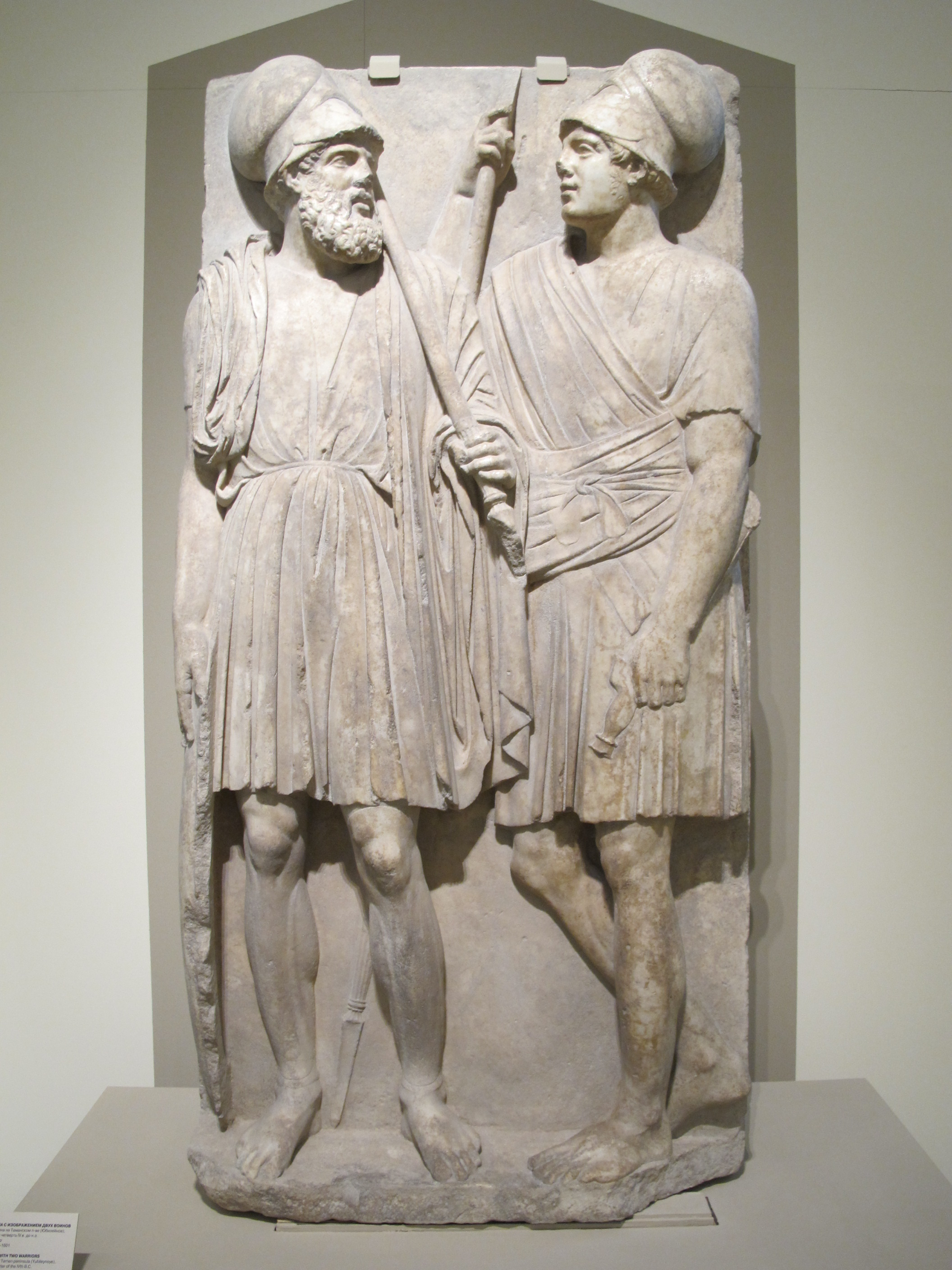
Stèle aux deux guerriers vers 350-325 avant notre ère, conservée au musée Pouchkine.

La ville est à l'origine une colonie grecque nommée Hermonassa qui, avec les cités de Phanagoria et Panticapaeum, constitue un des principaux ports de négoce du royaume du Bosphore. Détruite par les Huns, la ville est reconstruite au VIIe siècle par les Khazars sous le nom de Tamatarkha ou Samkarch.
Samkarsh devient un important marché sur la route commerciale entre l'Empire byzantin et l'Europe du Nord. Elle devient le siège d'un évêché au VIIIe siècle sous la juridiction de Constantinople et obtint le titre de métropole au Xe siècle.

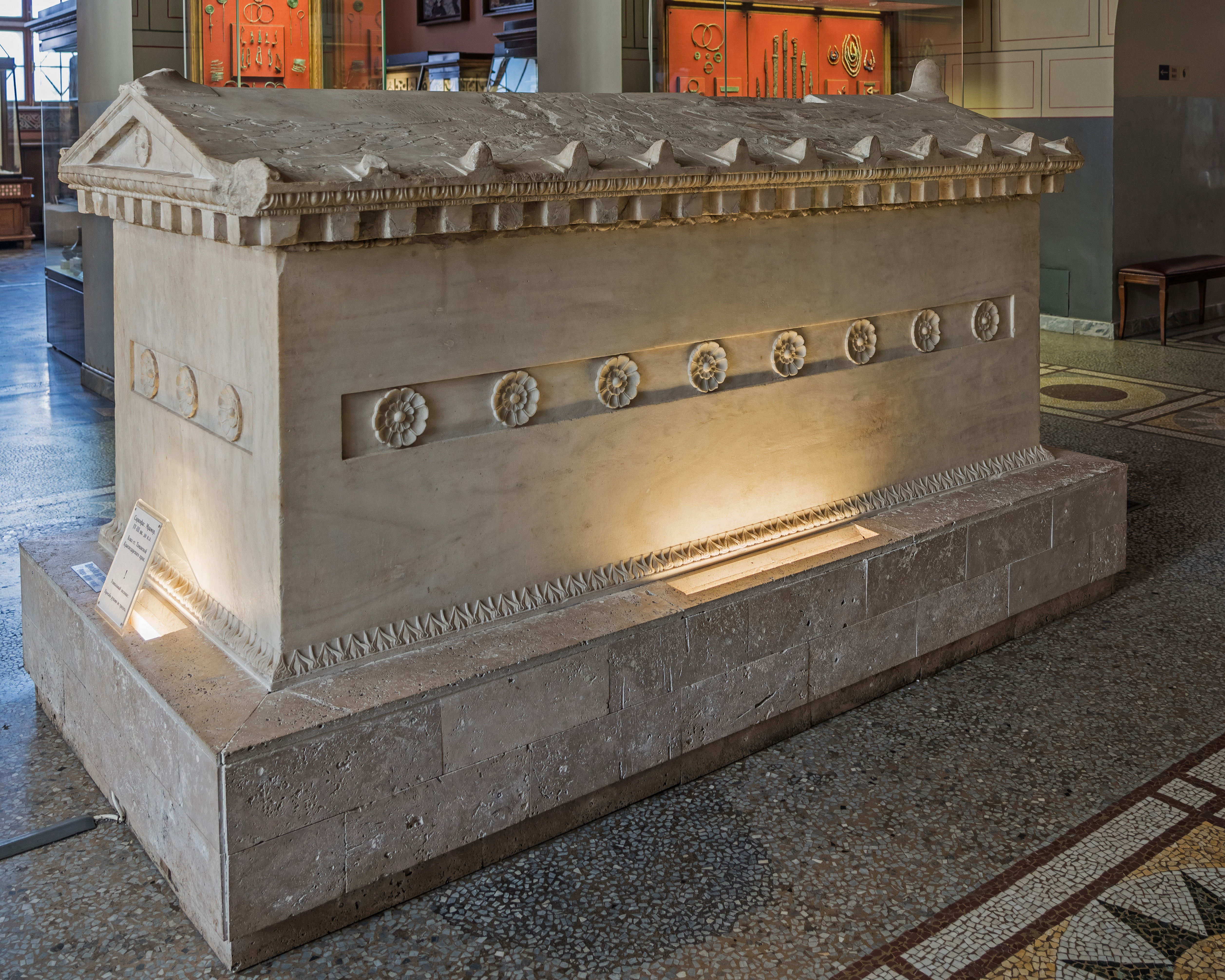
Sarcophage conservé au Musée historique d'État de Moscou.

La ville est prise par la Russie kiévienne vers la fin des années 980, et devint le siège d'une principauté souvent donnée en apanage à des princes riourikides. Comme princes : Mstislav de Tchernigov en 988, Sviatoslav II, Rostislav de Tmoutarakan, Gleb Svyatoslavitch, Volodar Rostyslavitch, Oleg Sviatoslavitch de 1083-1094.
Au XIIe siècle, la ville est isolée du reste des terres russes par les Coumans et décline graduellement. La dernière mention y faisant référence date de 1378.

## Idiotismes
En russe familier, le nom de Tmoutarakan est habituellement associé à un lieu inaccessible et inconnu, avec une connotation dépréciative (des équivalents français seraient Pétaouchnok, Saint-Linlin-des-Meumeu ou Perpète-les-Oies). « Tarakan » signifie « cafard » en russe.

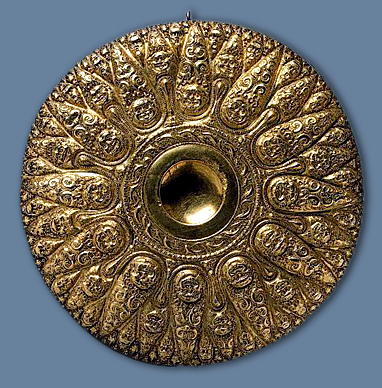
Ancienne phiale (coupe rituelle) grecque découverte à Tmoutarakan et conservée au Musée de l'Ermitage de Saint-Pétersbourg.